# Tadej Pogačar
Tadej Pogačar (; Komenda, 21 settembre 1998) è un ciclista su strada sloveno che corre per l'UAE Team Emirates XRG.
Soprannominato Pogi, è professionista dal 2019. È considerato da molti il più forte ciclista dai tempi di Eddy Merckx. Primeggia in salita e sul passo ed è dotato di un ottimo spunto in arrivi ristretti, oltre ad ottime qualità nelle corse a cronometro. È inoltre abile anche su terreni accidentati come lo sterrato e il pavé. Tali caratteristiche, che lo rendono adatto sia alle corse a tappe che alle corse di un giorno, gli consentono, dal 28 settembre 2021, di ricoprire la prima posizione della classifica mondiale individuale UCI.
In carriera ha vinto quattro Tour de France (nel 2020, nel 2021, nel 2024 e nel 2025), un Giro d'Italia (nel 2024), la medaglia d'oro in linea ai Mondiali 2024, tre Liegi-Bastogne-Liegi (nel 2021, nel 2024 e nel 2025), quattro Giri di Lombardia (nel 2021, nel 2022, nel 2023 e nel 2024), due Giri delle Fiandre (nel 2023 e nel 2025), tre edizioni delle Strade Bianche (nel 2022, nel 2024 e nel 2025), un'Amstel Gold Race (nel 2023) e due Freccia Vallone (nel 2023 e nel 2025). Per quanto riguarda le corse a tappe minori ha vinto due edizioni della Tirreno-Adriatico (nel 2021 e nel 2022), tre UAE Tour (nel 2021, nel 2022 e nel 2025), una Parigi-Nizza (nel 2023), una Volta Ciclista a Catalunya (nel 2024), un Giro del Delfinato (nel 2025), oltre a ventuno tappe al Tour de France, sei tappe al Giro d'Italia e tre tappe alla Vuelta a España, a cui si aggiungono la medaglia di bronzo in linea ai Giochi olimpici 2020 e la medaglia di bronzo in linea ai Mondiali 2023.

## Carriera

### 2015-2018: le vittorie tra Juniores e Under-23
Pogačar debutta tra gli Juniores nel 2015. Al primo anno nella categoria non ottiene particolari risultati, mentre al secondo anno si aggiudica una tappa alla Corsa della Pace, il titolo nazionale a cronometro di categoria, il Giro della Lunigiana e la medaglia di bronzo nella prova in linea di categoria ai campionati europei di Plumelec.

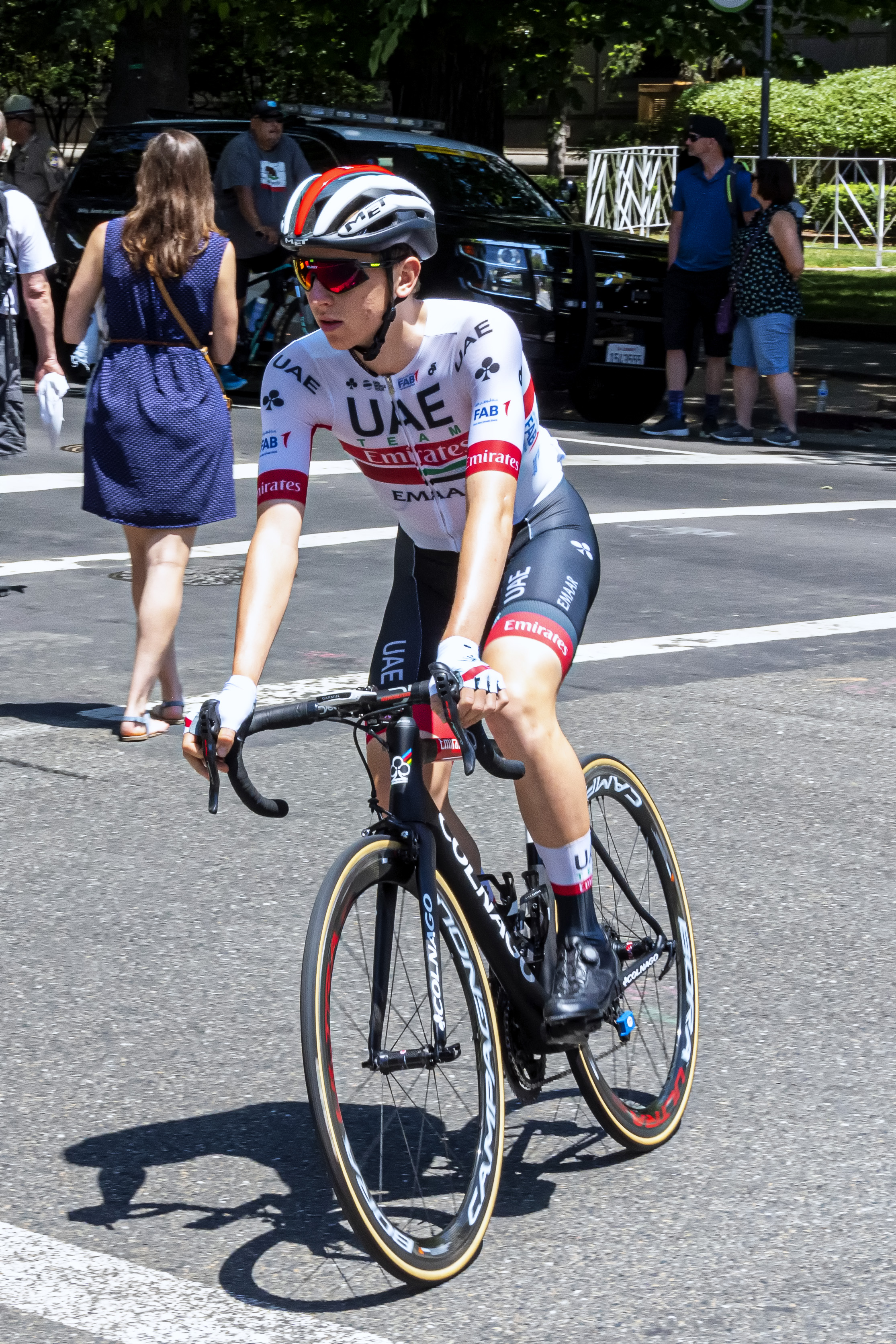
Pogačar in azione al Tour of California 2019

Nel 2017 esordisce nella categoria Elite/Under-23 con la formazione Continental Rog-Ljubljana: in stagione vince la classifica giovani al Giro della Slovenia (gara di classe 2.1 del calendario Europe Tour), conclude terzo al Giro d'Ungheria e secondo al Grand Prix Judendorf in Austria. L'anno seguente, in maglia Ljubljana Gusto Xaurum (ex Rog-Ljubljana), è secondo al Gran Premio Palio del Recioto a Negrar; vince poi il Grand Prix Priessnitz spa, gara valida per la Coppa delle Nazioni U23, e si classifica quarto e ancora miglior giovane al Giro della Slovenia. Nel finale di stagione conquista quindi il prestigioso Tour de l'Avenir, pur senza vittorie parziali, e il Giro della Regione Friuli Venezia Giulia. Nell'agosto 2018 firma intanto un contratto biennale con la UAE Team Emirates, formazione World Tour, valido a partire dal 1º gennaio 2019.

### 2019: l'esordio nel professionismo e il terzo posto alla Vuelta
Nella primavera 2019, la prima in maglia UAE Emirates, si aggiudica prima la Volta ao Algarve e poi, grazie al successo nella frazione con arrivo sul Mount Baldy, il Tour of California, diventando il ciclista più giovane a vincere una gara a tappe dell'UCI World Tour. In giugno fa suo il titolo nazionale Elite a cronometro ed è quindi ancora quarto e miglior giovane al Tour of Slovenia.
Nell'agosto 2019 viene inserito dalla UAE Emirates nella lista degli iscritti per la Vuelta a España, suo primo Grande Giro. Durante la corsa spagnola Pogačar vince tre tappe con arrivo in salita, la nona a Cortals d'Encamp in solitaria, la tredicesima a Los Machucos superando in volata Primož Roglič e la ventesima a Plataforma de Gredos ancora in solitaria con 1'32" sui primi rivali; grazie a questi risultati risale fino al terzo posto nella classifica generale finale della corsa, alle spalle del vincitore Roglič e di Alejandro Valverde, facendo sua anche la classifica dei giovani.

### 2020: la vittoria del Tour de France

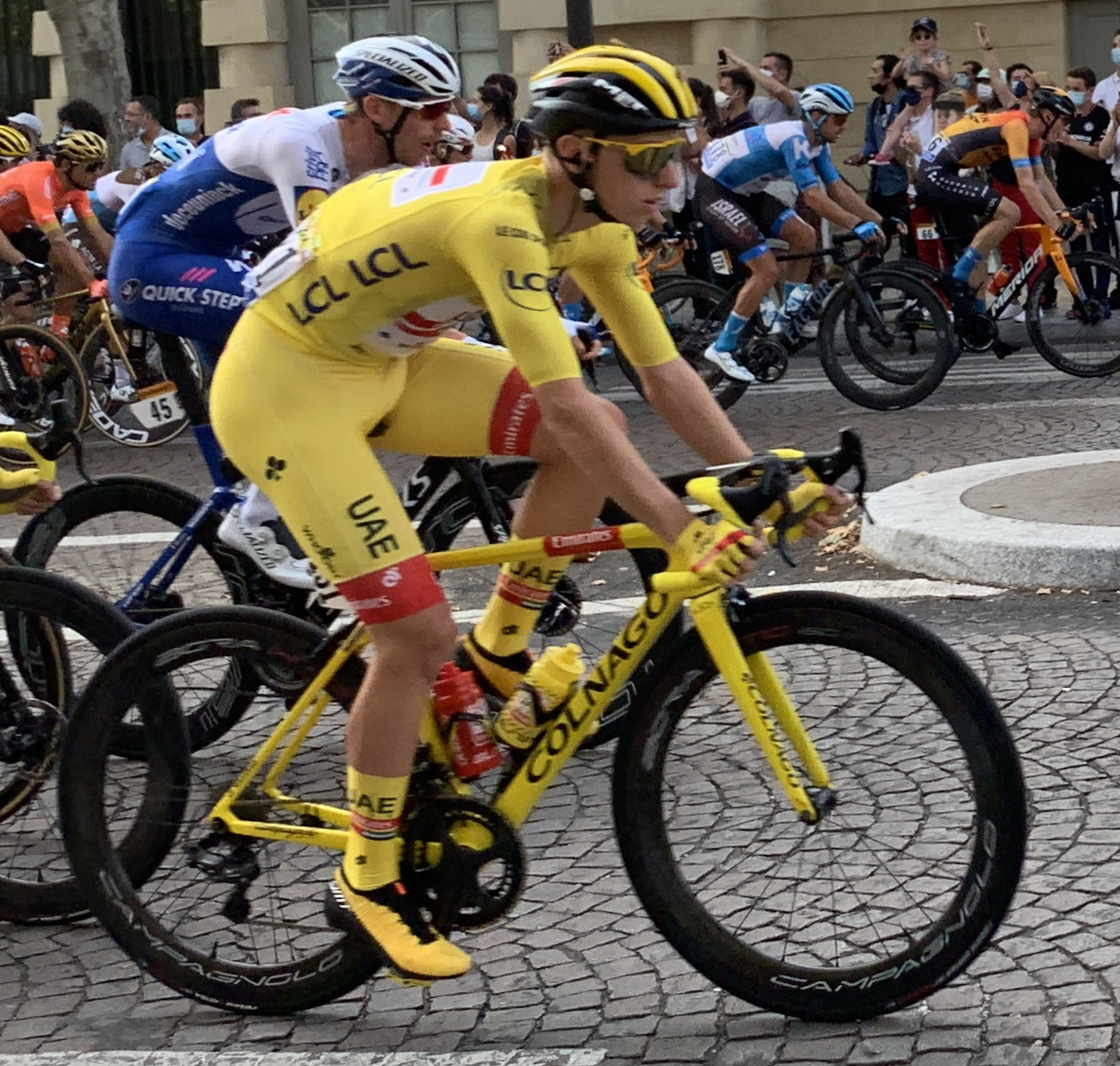
Pogačar in maglia gialla al Tour de France 2020

Inizia la stagione 2020 con il successo alla Volta a la Comunitat Valenciana e il secondo posto, con una vittoria di tappa, all'UAE Tour, superato da Adam Yates. Dopo lo stop forzato a causa della pandemia di COVID-19, in giugno si riconferma campione nazionale a cronometro, mentre nella prova nazionale in linea viene anticipato da Roglič.
In agosto, dopo il quarto posto al Critérium du Dauphiné, fa il suo debutto al Tour de France come capitano della UAE Emirates. Dopo aver perso 1'21" dagli altri big nella settima tappa, a causa dei ventagli, ed essere scivolato al sedicesimo posto della generale, risale in classifica vincendo la nona tappa a Loudenvielle davanti ai rivali Primož Roglič, Egan Bernal e Marc Hirschi. Si aggiudica a seguire anche la quindicesima frazione, un'altra tappa di alta montagna sul Col du Grand Colombier, consolidando così il secondo posto assoluto, a 40 secondi dalla maglia gialla Roglič. Nella penultima tappa della corsa, una cronometro di 36,2 chilometri a La Planche des Belles Filles, ottiene infine la sua terza vittoria di tappa: nell'occasione precede Roglič di 1'56" e riesce così a ribaltare la classifica generale, aggiudicandosi il Tour de France. In quella Grande Boucle ottiene il successo anche nella classifica scalatori e in quella dei giovani. Vincendo il Tour all'età di 21 anni e 364 giorni è diventato il secondo più giovane vincitore di sempre, dietro solo ad Henri Cornet, che però vinse il Tour solo in seguito alla squalifica dei primi quattro classificati. Conclude la stagione con il terzo posto alla Liegi-Bastogne-Liegi, questa volta battuto da Roglič, venendo tuttavia ostacolato in volata da Julian Alaphilippe.

### 2021: la Liegi, il secondo Tour de France, il bronzo olimpico e il Lombardia

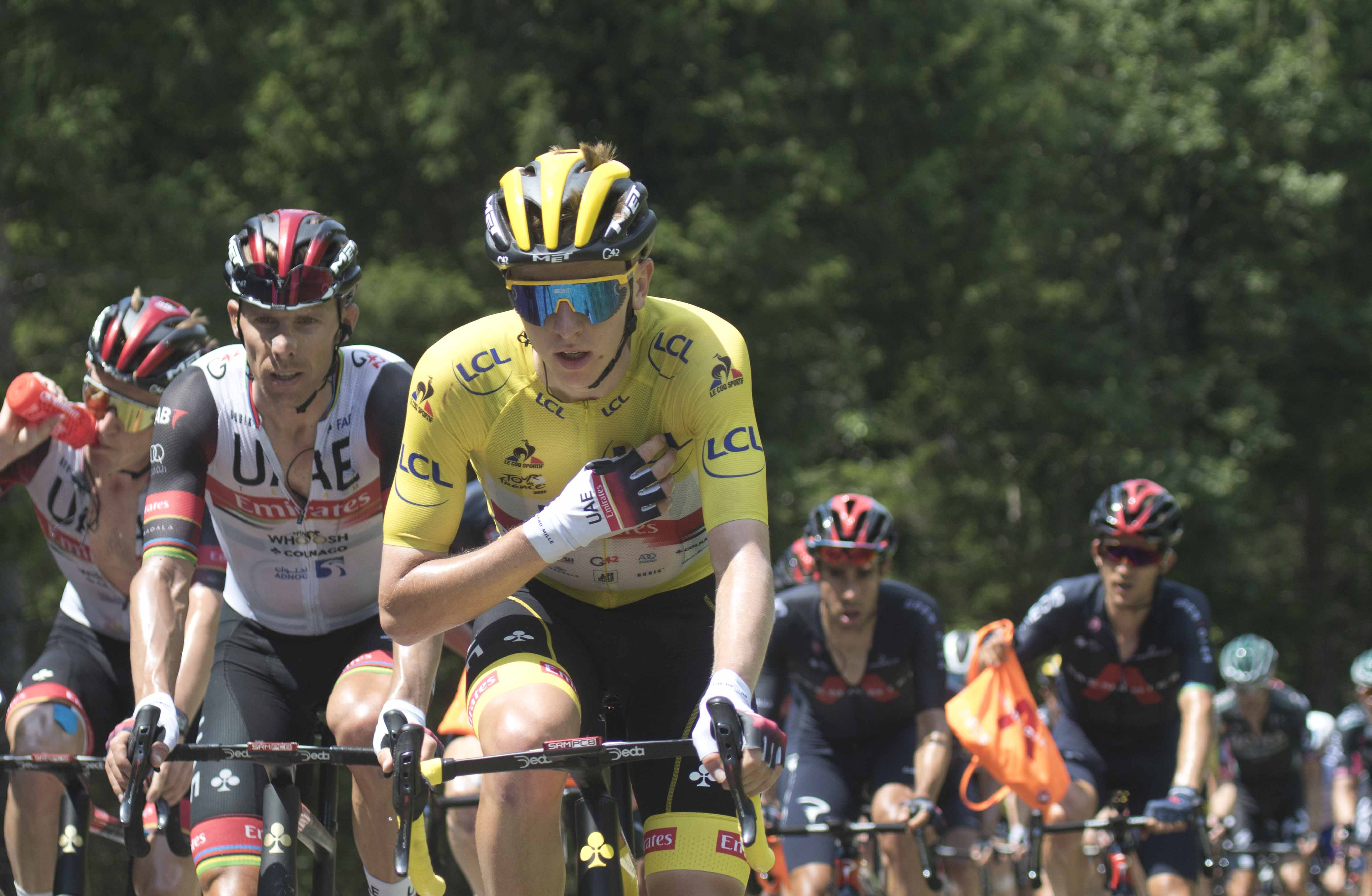
Pogačar durante la quattordicesima tappa del Tour de France 2021

Nei primi mesi del 2021 vince la tappa regina con arrivo a Jebel Hafeet e la classifica generale dell'UAE Tour. All'inizio di marzo si classifica settimo alla Strade Bianche; in seguito prende il via alla Tirreno-Adriatico, vincendo la tappa con arrivo in salita a Prati di Tivo e la classifica generale davanti a Wout Van Aert. In aprile si classifica terzo all'Itzulia Basque Country, mettendo a referto un successo di tappa. Dopo essere stato costretto a saltare la Freccia Vallone con tutta la sua squadra a causa di un falso test positivo al COVID-19 del suo compagno Diego Ulissi, il 25 aprile mette in bacheca la sua prima classica monumento, la Liegi-Bastogne-Liegi, battendo allo sprint il campione del mondo Julian Alaphilippe.
Il clou della stagione è il Tour de France e lo domina: vince prima la quinta tappa, la cronometro individuale di Laval, poi all'ottava al primo traguardo alpino di Le Grand-Bornand si piazza quarto ma stacca tutti i favoriti e guadagna su di loro dai 3 minuti in su, ipotecando già alla prima settimana la maglia gialla che infatti porterà a Parigi conquistando il suo secondo Tour con un vantaggio di 5’20” sul danese Jonas Vingegaard e 7’03” sull’ecuadoriano Richard Carapaz, e concedendosi anche altre due vittorie di tappa nelle tappe pirenaiche del Col du Portet e di Luz Ardiden.
Alle Olimpiadi di Tokyo, Tadej riesce ad aggiudicarsi la medaglia di bronzo nella corsa in linea maschile, arrivando alle spalle di Carapaz e Van Aert. Il 9 ottobre conquista la seconda classica monumento, il Giro di Lombardia, battendo allo sprint Fausto Masnada.

### 2022: Tirreno-Adriatico, la lotta al Tour con Vingegaard e il secondo Lombardia

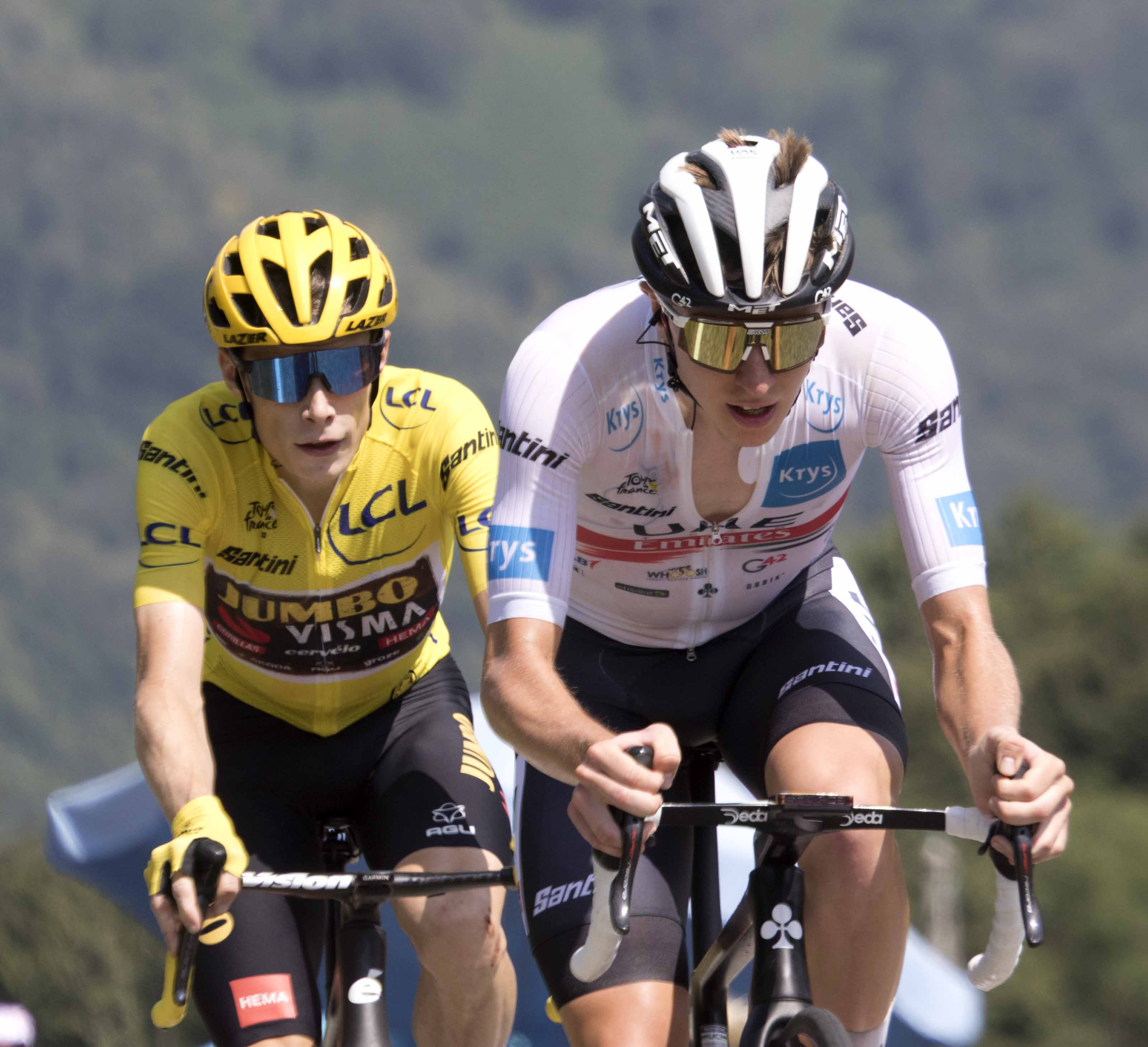
Pogačar (in maglia bianca) precede il danese Jonas Vingegaard (in maglia gialla) al Tour de France 2022

Il 5 marzo 2022 vince con un memorabile attacco solitario da lontano lanciato a oltre 50 km dall'arrivo, la Strade Bianche. Il 13 marzo, al termine di una settimana di corsa e ben due vittorie di tappa, conquista nuovamente la corsa a tappe dei due mari, la Tirreno-Adriatico. 
Il grande obiettivo stagionale è ancora una volta il Tour de France: si presenta alla Grande Boucle in gran forma, reduce dal bis nel Giro di Slovenia e parte subito forte vincendo la sesta tappa a Longwy, qui indossando anche la maglia gialla, e la settima tappa su La Planche des Belles Filles. All'11ª tappa, che prevede Colle del Télégraphe, Colle del Galibier e arrivo al Colle del Granon, si presenta in giallo con 39" su Jonas Vingegaard e almeno più di un minuto su tutti gli altri favoriti per la generale, ma sul Galibier la Jumbo-Visma effettua un vero e proprio attacco di squadra che lo manda in crisi sulla salita finale del Granon, accusando all'arrivo 2 minuti e 51 secondi di ritardo dal danese, il quale diventa il nuovo leader. Vingegaard conquisterà un ulteriore minuto e porterà il simbolo del primato fino a Parigi, con lo sloveno che fallisce il tris e si deve accontentare del secondo posto e della sua terza maglia bianca di miglior giovane.
Nel finale di stagione vince il Grand Prix Cycliste de Montréal 2022, corsa del World Tour in preparazione al Mondiale in Australia, nel quale seppur tra i favoriti non brilla, arrivando solo diciannovesimo. Successivamente si presenta nelle Classiche italiane autunnali portandosi a casa un secondo posto al Giro dell'Emilia e la Tre Valli Varesine. Al Giro di Lombardia è quindi favorito e non tradisce le attese: il suo ritmo elevato mette K.O. il suo rivale al Tour Vingegaard e resistono inizialmente solo il basco Mikel Landa e poi il catalano Enric Mas ed è in volata che batte quest'ultimo, vincendo la sua terza monumento bissando il successo della stagione precedente.

### 2023: Giro delle Fiandre, il tentativo di rivincita su Vingegaard e il terzo Lombardia

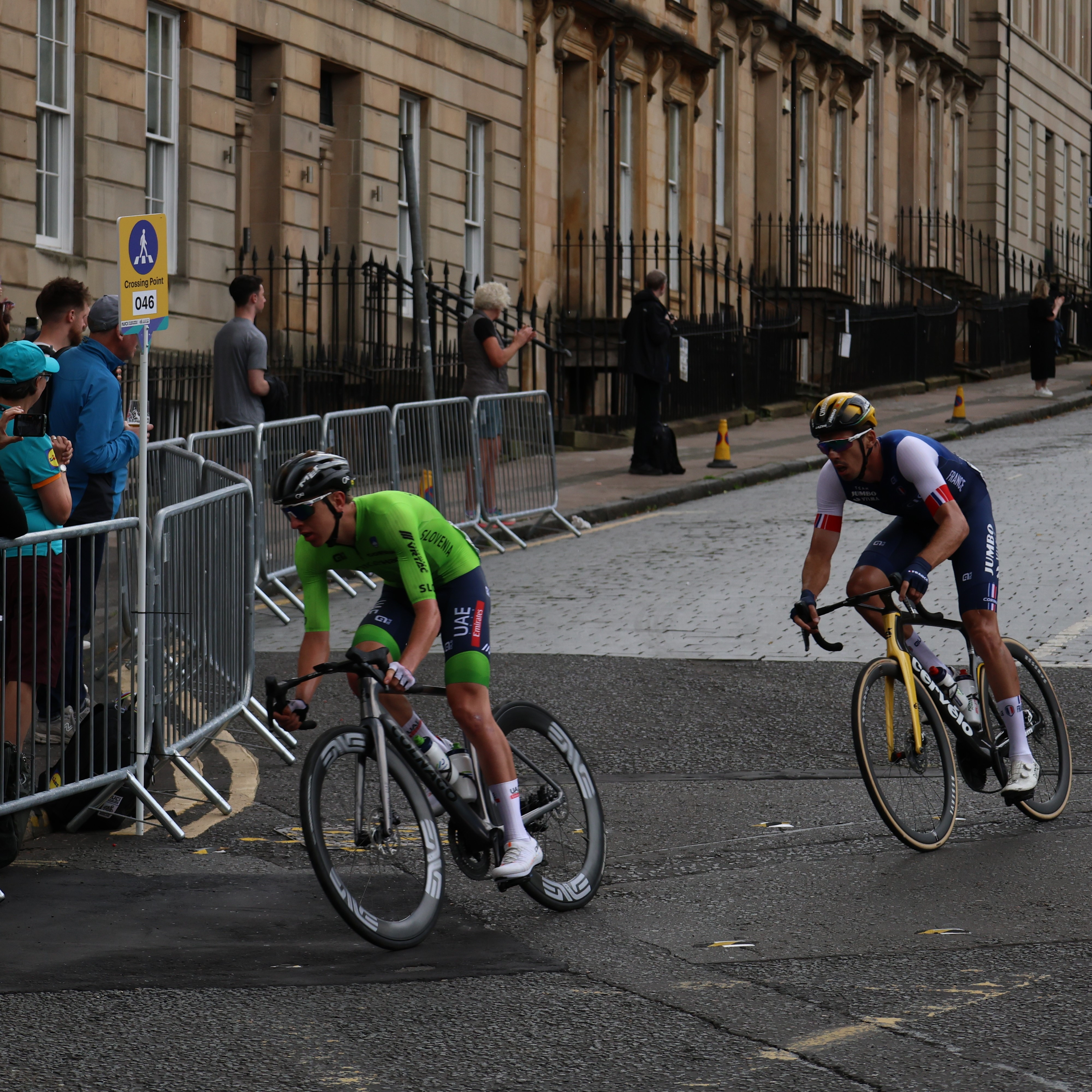
Pogačar precede il francese Christophe Laporte ai Mondiali 2023

Nel 2023 vince il Giro delle Fiandre battendo i rivali Van der Poel e Van Aert con un'azione solitaria. Non prende parte alla Parigi-Roubaix per concentrarsi sulle classiche delleArdenne, dove si presenta facendo il vuoto all'Amstel Gold Race e imponendosi alla Freccia Vallone. Le cose non vanno come previsto alla Liegi-Bastogne-Liegi, dove cade e si rompe il polso della mano sinistra.
Dopo un recupero lungo e difficile riesce ad essere ai blocchi di partenza del Tour, senza che si sappia molto delle sue condizioni. Nella prima tappa di salita accusa al traguardo un ritardo di 1'04" nei confronti di Vingegaard. Nella tappa successiva tuttavia stacca a sua volta Vingegaard, dopo che egli aveva provato a metterlo fuori dai giochi mantenendo un'andatura elevata, dando prova di forza. Tuttavia dopo il secondo giorno di riposo inizia ad accusare la preparazione precaria e prende 1 minuto e 38 secondi a cronometro, prima di cedere definitivamente nella tappa successiva, accusando un ritardo al traguardo di oltre 5'. Mantiene comunque il secondo posto, uscendo sconfitto dalla lotta con Vingegaard. Vince la sesta e la ventesima tappa.
La vera prova di forza arriva nel mondiale di Glasgow, in teoria adatto a scattisti e corridori esplosivi, tant'è che lo vince Van Der Poel, davanti a Van Aert e proprio Tadej, che conclude quindi al terzo posto. Ottiene inoltre la sua terza vittoria al Giro di Lombardia, aggiudicandosi così la sua quinta classica monumento e chiudendo la stagione in bellezza.

### 2024: Liegi, doppietta Giro-Tour, Mondiale e il quarto Lombardia
Nel 2024 esordisce vincendo la Strade Bianche, dopo una fuga solitaria di 81 km. Nel mese di marzo vince la Volta a Catalunya, con 4 successi di tappa, e ad aprile vince la Liegi-Bastogne-Liegi, scattando sulla Côte de La Redoute. A maggio si presenta per la prima volta al Giro d'Italia, ipotecando la maglia rosa il secondo giorno dopo l'arrivo in salita al santuario di Oropa. Il trionfo alla corsa rosa è coronato da ben sei vittorie di tappa (Oropa, Perugia, Prati di Tivo, Livigno, Santa Cristina Valgardena e Bassano del Grappa), oltreché dalla vittoria della classifica scalatori e dal distacco sul secondo classificato Daniel Martínez di ben 9'56". 
Si presenta quindi alla Grande Boucle da super favorito, prevalendo già dalle prime giornate sui rivali in classifica Vingegaard ed Evenepoel e conquistando definitivamente la maglia gialla nella quarta frazione: anche in questo caso lo sloveno riesce ad imporsi per ben sei volte, vincendo la tappa con arrivo a Valloire, le tappe pirenaiche di Pla d'Adet e Plateau de Beille, il tappone alpino di Isola 2000, l'ultimo arrivo in salita del Col de la Couillole e la cronometro finale con arrivo a Nizza aggiudicandosi il Tour. Il successo al Tour, peraltro, lo ascrive al ristretto numero di ciclisti in grado di conquistare Giro e Tour nel corso della stessa annata: la prestigiosa doppietta, prima di lui, fu compiuta solamente da Fausto Coppi, Jacques Anquetil, Eddy Merckx, Bernard Hinault, Stephen Roche, Miguel Indurain e Marco Pantani. Con le sei vittorie del Giro sommate alle sei del Tour riesce inoltre ad infrangere il record di tappe vinte nell’anno di una doppietta, precedentemente detenuto da Merckx (11 vittorie). 
A settembre, con un attacco a circa 100 km dall'arrivo, ottiene la vittoria in linea ai Mondiali di Zurigo, diventando così uno dei tre ciclisti della storia, insieme a Merckx e Roche, a conquistare Giro, Tour e maglia iridata nello stesso anno. Chiude la stagione in bellezza vincendo il Giro dell'Emilia e soprattutto il quarto Giro di Lombardia, dopo una fuga solitaria di 48 km.
Con la vittoria al Lombardia, Pogačar è diventato l'unico ciclista della storia ad essersi aggiudicato in una stagione due classiche monumento, la doppietta Giro-Tour e il campionato del mondo. In seguito a un'annata strepitosa, lo sloveno rafforza il proprio primato in qualità di corridore più pagato al mondo, raggiungendo la cifra di 8 milioni di euro.

### 2025: Fiandre, Liegi, Delfinato e il quarto Tour de France

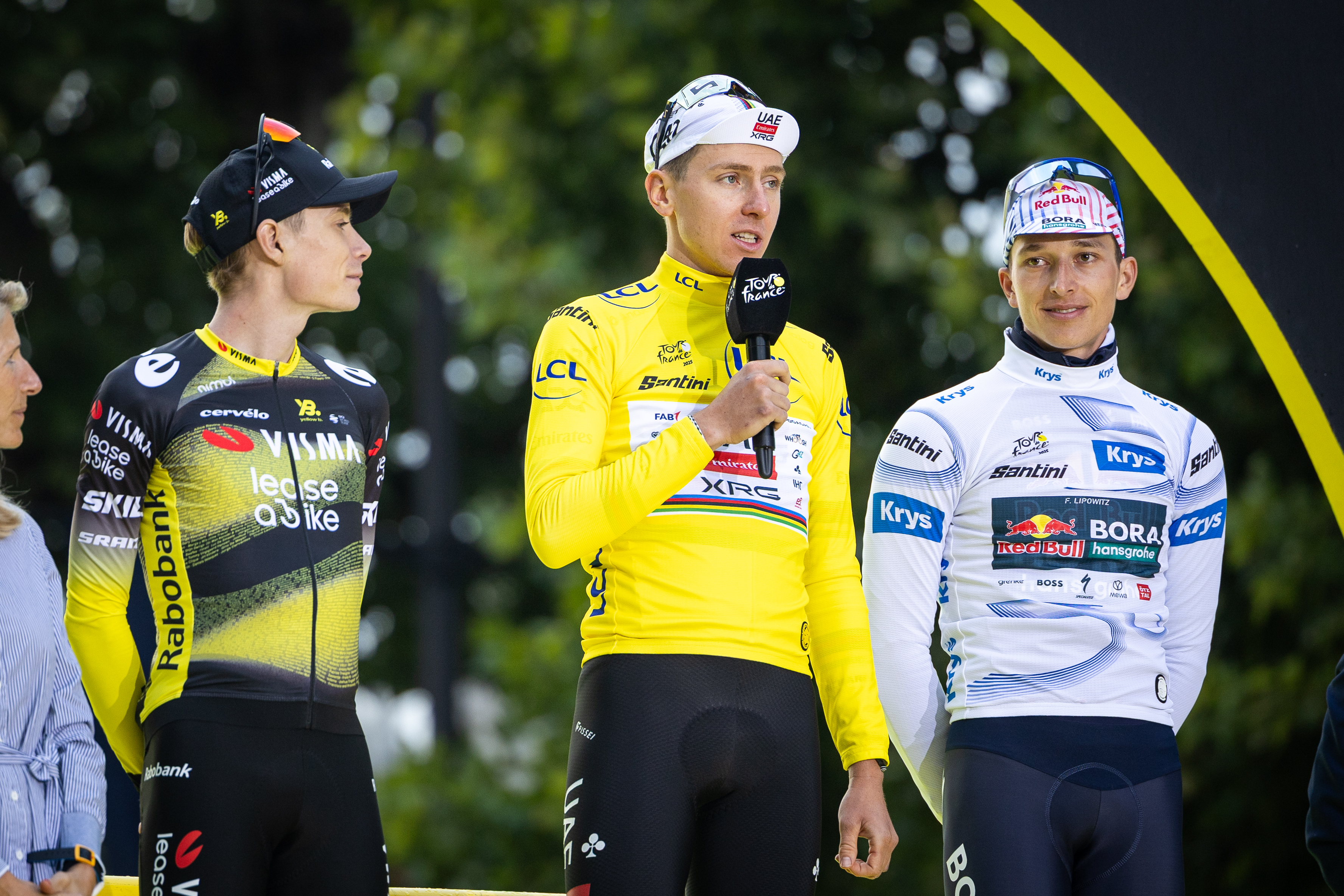
Pogačar in maglia gialla durante il discorso del vincitore, sul podio degli Champs-Élysées: a sinistra il danese Jonas Vingegaard, a destra il tedesco Florian Lipowitz

Nella stagione 2025 esordisce all'UAE Tour, dove vince la terza e la settima tappa e si impone in classifica generale davanti all'italiano Giulio Ciccone e allo spagnolo Pello Bilbao.
Si presenta poi alla Strade Bianche pronto per la terza vittoria alla corsa senese. A 50 km dall'arrivo è vittima di una caduta in discesa che mette in dubbio la sua gara; lo sloveno tuttavia recupera e stacca il fuggitivo Thomas Pidcock, conquistando il terzo traguardo in solitaria e raggiungendo a pari merito Fabian Cancellara come numero di edizioni vinte.
A fine marzo torna alla Milano-Sanremo dove, pur attaccando ripetutamente sulla Cipressa (stabilendone il nuovo record di scalata) e sul Poggio, non riesce a prevalere e conclude al terzo posto, dietro a Mathieu Van der Poel e a Filippo Ganna.
Ad aprile, Tadej partecipa al Giro delle Fiandre e, dopo cinque tentativi d'attacco, stacca la concorrenza sull'Oude Kwaremont, a 18 chilometri dal traguardo, trionfando a mani alzate con un minuto di vantaggio sul danese Mads Pedersen. La settimana successiva debutta sulle pietre della Parigi-Roubaix rendendosi protagonista con un prezioso secondo posto dietro Mathieu Van der Poel ma penalizzato da una caduta durante un attacco dello stesso sloveno, a circa 37 chilometri dall’arrivo, quando la corsa era diventata ormai una storia a due. Pochi giorni dopo prende parte alla Freccia Vallone, dove, sull’ultima ascesa del Muro di Huy, coincidente con l’arrivo, accelera distaccando il plotone e vincendo con dieci secondi di vantaggio sul francese Kévin Vauquelin. Ottiene quindi la sua terza vittoria alla Liegi-Bastogne-Liegi dopo una fuga di oltre 30 km scattando, come l'anno prima, sulla Côte de La Redoute.
Ritorna per la prima volta dall'edizione del 2020 al Giro del Delfinato, vincendo tre tappe e primeggiando in ogni tappa di montagna: conquista per la prima volta la classifica generale della corsa a tappe preparatoria al Tour de France; oltre a vincere la Maglia gialla di leader, conquista anche la Maglia verde della classifica a punti.
Si presenta alla Grand Départ di Lilla come il principale candidato per la conquista del Tour de France e fin dall'inizio della corsa guadagna terreno sul suo rivale di classifica Jonas Vingegaard, vincendo in tappe adatte ai puncheur, come la tappa con arrivo a Rouen – dove inoltre conquista la sua centesima vittoria tra i professionisti – e quella sul Mûr-de-Bretagne, la prima tappa di alta montagna con arrivo ad Hautacam sui Pirenei e la cronoscalata di Peyragudes della giornata seguente, gestendo e controllando nelle successive frazioni un vantaggio di oltre quattro minuti su Vingegaard, che mantiene fino all'arrivo di Parigi sugli Champs-Élysées. Con questo successo al Tour, raggiunge Chris Froome come numero di vittorie finali nella prestigiosa corsa a tappe francese: inoltre, con questa vittoria, diventa il primo corridore a salire sul podio finale in sei edizioni consecutive della Grande Boucle. È anche il quinto corridore della storia a conquistare la Maillot jaune mentre indossa quella iridata di campione del mondo, dopo Louison Bobet, Eddy Merckx, Bernard Hinault e Greg LeMond.

## Vita privata
Pogačar vive nel Principato di Monaco con la sua compagna, la ciclista slovena Urška Žigart.

## Palmarès

### Strada
- 2016 (Juniores)

2ª tappa, 2ª semitappa Corsa della Pace Juniores (Roudnice nad Labem > Roudnice nad Labem)
Campionati sloveni, Prova a cronometro juniores
3ª tappa Giro della Lunigiana (La Spezia > Ortonovo)
Classifica generale Giro della Lunigiana
Giro delle Valli del Natisone
- 2018 (Ljubljana Gusto Xaurum) (Under 23)

3ª tappa Grand Prix Priessnitz spa (Jeseník > Jeseník)
Classifica generale Grand Prix Priessnitz spa
Classifica generale Tour de l'Avenir
Classifica generale Giro della Regione Friuli Venezia Giulia
Trofeo Gianfranco Bianchin
- 2019 (UAE Team Emirates, otto vittorie)

2ª tappa Volta ao Algarve (Almodôvar > Alto da Fóia)
Classifica generale Volta ao Algarve
6ª tappa Tour of California (Ontario > Monte San Antonio)
Classifica generale Tour of California
Campionati sloveni, Prova a cronometro
9ª tappa Vuelta a España (Andorra la Vella > Cortals d'Encamp)
13ª tappa Vuelta a España (Bilbao > Los Machucos/Monumento Vaca Pasiega)
20ª tappa Vuelta a España (Arenas de San Pedro > Plataforma de Gredos)
- 2020 (UAE Team Emirates, nove vittorie)

2ª tappa Volta a la Comunitat Valenciana (Torrent > Cullera)
4ª tappa Volta a la Comunitat Valenciana (Calp > Altea)
Classifica generale Volta a la Comunitat Valenciana
5ª tappa UAE Tour (Al-'Ayn > Jebel Hafeet)
Campionati sloveni, Prova a cronometro
9ª tappa Tour de France (Pau > Laruns)
15ª tappa Tour de France (Lione > Grand Colombier)
20ª tappa Tour de France (Lure > La Planche des Belles Filles, cronometro)
Classifica generale Tour de France
- 2021 (UAE Team Emirates, tredici vittorie)

3ª tappa UAE Tour (Strata Manufacturing > Jebel Hafeet)
Classifica generale UAE Tour
4ª tappa Tirreno-Adriatico (Terni > Prati di Tivo)
Classifica generale Tirreno-Adriatico
3ª tappa Giro dei Paesi Baschi (Amurrio > Ermualde (Laudio))
Liegi-Bastogne-Liegi
2ª tappa Giro di Slovenia (Žalec > Celje)
Classifica generale Giro di Slovenia
5ª tappa Tour de France (Changé > Laval, cronometro)
17ª tappa Tour de France (Muret > Col du Portet)
18ª tappa Tour de France (Pau > Luz Ardiden)
Classifica generale Tour de France
Giro di Lombardia
- 2022 (UAE Team Emirates, sedici vittorie)

4ª tappa UAE Tour (Fujairah Fort > Jebel Jais)
7ª tappa UAE Tour (Al Jahili Fort > Jebel Hafeet)
Classifica generale UAE Tour
Strade Bianche
4ª tappa Tirreno-Adriatico (Cascata delle Marmore > Bellante)
6ª tappa Tirreno-Adriatico (Apecchio > Carpegna)
Classifica generale Tirreno-Adriatico
3ª tappa Giro di Slovenia (Žalec > Celje)
5ª tappa Giro di Slovenia (Vrhnika > Novo Mesto)
Classifica generale Giro di Slovenia
6ª tappa Tour de France (Binche > Longwy)
7ª tappa Tour de France (Tomblaine > La Planche des Belles Filles)
17ª tappa Tour de France (Saint-Gaudens > Peyragudes)
Grand Prix Cycliste de Montréal
Tre Valli Varesine
Giro di Lombardia
- 2023 (UAE Team Emirates, diciassette vittorie)

Clásica Jaén Paraiso Interior
1ª tappa Vuelta a Andalucía (Puente de Génave > Santiago de la Espada)
2ª tappa Vuelta a Andalucía (Diezma > Alcalá la Real)
4ª tappa Vuelta a Andalucía (Olvera > Iznájar)
Classifica generale Vuelta a Andalucía
4ª tappa Parigi-Nizza (Saint-Amand-Montrond > La Loge des Gardes)
7ª tappa Parigi-Nizza (Nizza > Col de la Couillole)
8ª tappa Parigi-Nizza (Nizza > Nizza)
Classifica generale Parigi-Nizza
Giro delle Fiandre
Amstel Gold Race
Freccia Vallone
Campionati sloveni, Prova a cronometro
Campionati sloveni, Prova in linea
6ª tappa Tour de France (Tarbes > Cauterets-Cambasque)
20ª tappa Tour de France (Belfort > Le Markstein)
Giro di Lombardia
- 2024 (UAE Team Emirates, venticinque vittorie)

Strade Bianche
2ª tappa Volta Ciclista a Catalunya (Mataró > Vallter)
3ª tappa Volta Ciclista a Catalunya (Sant Joan de les Abadesses > Port Ainé)
6ª tappa Volta Ciclista a Catalunya (Berga > Santa Coloma de Queralt)
7ª tappa Volta Ciclista a Catalunya (Barcellona > Barcellona)
Classifica generale Volta Ciclista a Catalunya
Liegi-Bastogne-Liegi
2ª tappa Giro d'Italia (San Francesco al Campo > Santuario di Oropa)
7ª tappa Giro d'Italia (Foligno > Perugia, cronometro)
8ª tappa Giro d'Italia (Spoleto > Prati di Tivo)
15ª tappa Giro d'Italia (Manerba del Garda > Livigno)
16ª tappa Giro d'Italia (Lasa > Santa Cristina Valgardena)
20ª tappa Giro d'Italia (Alpago > Bassano del Grappa)
Classifica generale Giro d'Italia
4ª tappa Tour de France (Pinerolo > Valloire)
14ª tappa Tour de France (Pau > Saint-Lary-Soulan Pla d'Adet)
15ª tappa Tour de France (Loudenvielle > Plateau de Beille)
19ª tappa Tour de France (Embrun > Isola 2000)
20ª tappa Tour de France (Nizza > Col de la Couillole)
21ª tappa Tour de France (Monte Carlo > Nizza, cronometro)
Classifica generale Tour de France
Grand Prix Cycliste de Montréal
Campionati del mondo, Gara in linea
Giro dell'Emilia
Giro di Lombardia
- 2025 (UAE Team Emirates XRG, sedici vittorie)

3ª tappa UAE Tour (Ra's al-Khayma > Jebel Jais)
7ª tappa UAE Tour (al-'Ayn > Jebel Hafeet)
Classifica generale UAE Tour
Strade Bianche
Giro delle Fiandre
Freccia Vallone
Liegi-Bastogne-Liegi
1ª tappa Giro del Delfinato (Domérat > Montluçon)
6ª tappa Giro del Delfinato (Valserhône > Combloux)
7ª tappa Giro del Delfinato (Grand-Aigueblanche > Valmeinier 1800)
Classifica generale Giro del Delfinato
4ª tappa Tour de France (Amiens > Rouen)
7ª tappa Tour de France (Saint-Malo > Mûr-de-Bretagne-Guerlédan)
12ª tappa Tour de France (Auch > Hautacam)
13ª tappa Tour de France (Loudenvielle > Peyragudes, cronometro)
Classifica generale Tour de France

#### Altri successi
- 2016 (Juniores)

Classifica a punti Giro della Lunigiana
- 2017 (Rog-Ljubljana)

Classifica giovani Carpathian Couriers Race
Classifica giovani Giro di Slovenia
- 2018 (Ljubljana Gusto Xaurum)

Classifica giovani Grand Prix Priessnitz spa
Classifica scalatori Grand Prix Priessnitz spa
Classifica giovani Giro di Slovenia
Classifica giovani Giro della Regione Friuli Venezia Giulia
- 2019 (UAE Team Emirates)

Classifica giovani Volta ao Algarve
Classifica giovani Giro dei Paesi Baschi
Classifica giovani Tour of California
Classifica giovani Giro di Slovenia
Classifica giovani Vuelta a España
- 2020 (UAE Team Emirates)

Classifica giovani Volta a la Comunitat Valenciana
Classifica giovani UAE Tour
Classifica scalatori Tour de France
Classifica giovani Tour de France
- 2021 (UAE Team Emirates)

Classifica giovani UAE Tour
Classifica scalatori Tirreno-Adriatico
Classifica giovani Tirreno-Adriatico
Classifica scalatori Giro di Slovenia
Classifica scalatori Tour de France
Classifica giovani Tour de France
- 2022 (UAE Team Emirates)

Classifica giovani UAE Tour
Classifica a punti Tirreno-Adriatico
Classifica giovani Tirreno-Adriatico
Classifica a punti Giro di Slovenia
Classifica giovani Tour de France
- 2023 (UAE Team Emirates)

Classifica a punti Vuelta a Andalucía
Classifica a punti Parigi-Nizza
Classifica giovani Parigi-Nizza
Classifica giovani Tour de France
Saitama Criterium
- 2024 (UAE Team Emirates)

Classifica a punti Volta Ciclista a Catalunya
Classifica scalatori Volta Ciclista a Catalunya
Classifica scalatori Giro d'Italia
Surhuisterveen Criterium
- 2025 (UAE Team Emirates XRG)

Classifica a punti Giro del Delfinato
Classifica scalatori Tour de France

## Piazzamenti

### Grandi Giri
- Giro d'Italia

2024: vincitore
- Tour de France

2020: vincitore
2021: vincitore
2022: 2º
2023: 2º
2024: vincitore
2025: vincitore
- Vuelta a España

2019: 3º

### Classiche monumento
- Milano-Sanremo

2020: 12º
2022: 5º
2023: 4º
2024: 3º
2025: 3º
- Giro delle Fiandre

2022: 4º
2023: vincitore
2025: vincitore
- Parigi-Roubaix

2025: 2º
- Liegi-Bastogne-Liegi

2019: 18º
2020: 3º
2021: vincitore
2023: ritirato
2024: vincitore
2025: vincitore
- Giro di Lombardia

2021: vincitore
2022: vincitore
2023: vincitore
2024: vincitore

### Competizioni mondiali
- Campionati del mondo

Richmond 2015 - In linea Juniores: ritirato
Doha 2016 - In linea Juniores: 50º
Bergen 2017 - In linea Under-23: 20º
Innsbruck 2018 - In linea Under-23: 7º
Yorkshire 2019 - Staffetta: 7º
Yorkshire 2019 - In linea Elite: 18º
Imola 2020 - In linea Elite: 33º
Fiandre 2021 - Cronometro Elite: 10º
Fiandre 2021 - In linea Elite: 37º
Wollongong 2022 - Cronometro Elite: 6º
Wollongong 2022 - In linea Elite: 19º
Glasgow 2023 - In linea Elite: 3º
Glasgow 2023 - Cronometro Elite: 21º
Zurigo 2024 - in linea Elite: vincitore
- Giochi olimpici

Tokyo 2020 - In linea: 3º

### Competizioni continentali
- Campionati europei su strada

Tartu 2015 - Cronometro Juniores: 45º
Tartu 2015 - In linea Juniores: 29º
Plumelec 2016 - In linea Juniores: 3º
Herning 2017 - In linea Under-23: 102º
Brno 2018 - Cronometro Under-23: 16º
Brno 2018 - In linea Under-23: 12º
Trento 2021 - Cronometro Elite: 12º
Trento 2021 - In linea Elite: 5º

## Risultati in progressione
Aggiornato alla fine del Tour de France 2025
| Competizione                             | 2017          | 2018          | 2019          | 2020          | 2021          | 2022          | 2023          | 2024          | 2025          | Vittorie |
| UCI World Tour                           |               |               |               |               |               |               |               |               |               |          |
| Tour Down Under                          | A             | A             | 13°           | A             | Non disputato | Non disputato | A             | A             | A             | 0 / 1    |
| Cadel Evans Great Ocean Road Race        | A             | A             | 44°           | A             | Non disputato | Non disputato | A             | A             | A             | 0 / 1    |
| Volta a la Comunitat Valenciana          | A             | A             | A             | 1°            | A             | A             | A             | A             | A             | 1 / 1    |
| UAE Tour                                 | Non disputato | Non disputato | A             | 2°            | 1°            | 1°            | A             | A             | 1°            | 3 / 4    |
| Strade Bianche                           | A             | A             | 30°           | 13°           | 7°            | 1°            | A             | 1°            | 1°            | 3 / 6    |
| Parigi-Nizza                             | A             | A             | A             | A             | A             | A             | 1°            | A             | A             | 1 / 1    |
| Tirreno-Adriatico                        | A             | A             | A             | A             | 1°            | 1°            | A             | A             | A             | 2 / 2    |
| Milano-Sanremo                           | A             | A             | A             | 12°           | 7°            | 5°            | 4°            | 3°            | 3°            | 0 / 6    |
| E3 Saxo Classic                          | A             | A             | A             | ND            | A             | A             | 3°            | A             | A             | 0 / 1    |
| Volta Ciclista a Catalunya               | A             | A             | A             | ND            | A             | A             | A             | 1°            | A             | 1 / 1    |
| Dwars door Vlaanderen                    | A             | A             | A             | ND            | A             | 10°           | A             | A             | A             | 0 / 1    |
| Giro delle Fiandre                       | A             | A             | A             | A             | A             | 4°            | 1°            | A             | 1°            | 2 / 3    |
| Giro dei Paesi Baschi                    | A             | A             | 6°            | ND            | 3°            | A             | A             | A             | A             | 0 / 2    |
| Parigi-Roubaix                           | A             | A             | A             | A             | A             | A             | A             | A             | 2°            | 0 / 1    |
| Amstel Gold Race                         | A             | A             | DNF           | ND            | A             | A             | 1°            | A             | 2°            | 1 / 3    |
| Freccia Vallone                          | A             | A             | 53°           | 9°            | DNS           | 12°           | 1°            | A             | 1°            | 1 / 5    |
| Liegi-Bastogne-Liegi                     | A             | A             | 18°           | 3°            | 1°            | A             | DNF           | 1°            | 1°            | 3 / 6    |
| Tour of California                       | A             | A             | 1°            | Non disputato | Non disputato | Non disputato | Non disputato | Non disputato | Non disputato | 1 / 1    |
| Giro d'Italia                            | A             | A             | A             | A             | A             | A             | A             | 1°            | A             | 1 / 1    |
| Tour Auvergne-Rhône-Alpes                | A             | A             | A             | 4°            | A             | A             | A             | A             | 1°            | 1 / 2    |
| Tour de France                           | A             | A             | A             | 1°            | 1°            | 2°            | 2°            | 1°            | 1°            | 4 / 6    |
| Classica di San Sebastián                | A             | A             | DNF           | ND            | A             | DNF           | A             | A             | A             | 0 / 2    |
| Vuelta a España                          | A             | A             | 3°            | A             | A             | A             | A             | A             | A             | 0 / 1    |
| Bretagne Classic Ouest-France            | A             | A             | A             | A             | DNF           | 89°           | A             | A             | A             | 0 / 2    |
| Grand Prix Cycliste de Québec            | A             | A             | A             | Non disputato | Non disputato | 24°           | A             | 7°            |               | 0 / 2    |
| Grand Prix Cycliste de Montréal          | A             | A             | A             | Non disputato | Non disputato | 1°            | A             | 1°            |               | 2 / 2    |
| Il Lombardia                             | A             | A             | A             | A             | 1°            | 1°            | 1°            | 1°            |               | 4 / 4    |
| UCI Pro Series                           |               |               |               |               |               |               |               |               |               |          |
| Vuelta a Andalucía                       | A             | A             | A             | A             | A             | A             | 1°            | ND            | A             | 1 / 1    |
| Volta ao Algarve                         | A             | A             | 1°            | A             | A             | A             | A             | A             | A             | 1 / 1    |
| Giro di Slovenia                         | 5°            | 4°            | 4°            | ND            | 1°            | 1°            | A             | A             | A             | 2 / 5    |
| Tour de Hongrie                          | 3°            | A             | A             | A             | A             | A             | A             | A             | A             | 0 / 1    |
| Milano-Torino                            | A             | A             | A             | A             | 4°            | A             | A             | A             | A             | 0 / 1    |
| Coppa Sabatini                           | A             | A             | A             | A             | A             | A             | 3°            | A             |               | 0 / 1    |
| Giro dell'Emilia                         | A             | A             | A             | A             | DNF           | 2°            | 2°            | 1°            |               | 1 / 4    |
| Tre Valli Varesine                       | A             | A             | A             | ND            | 3°            | 1°            | 5°            | ND            |               | 1 / 3    |
| Campionati nazionali e internazionali    |               |               |               |               |               |               |               |               |               |          |
| Campionati sloveni in linea              | A             | 4°            | 7°            | 2°            | 5°            | A             | 1°            | A             | A             | 1 / 5    |
| Campionati sloveni a cronometro          | 5°            | 2°            | 1°            | 1°            | 3°            | A             | 1°            | A             | A             | 3 / 6    |
| Campionati del mondo in linea            | A             | A             | 18°           | 33°           | 37°           | 19°           | 3°            | 1°            |               | 1 / 6    |
| Campionati del mondo a cronometro        | A             | A             | A             | A             | 10°           | 6°            | 21°           | A             |               | 0 / 3    |
| Campionati del mondo a cronometro mista  | Non disputato | Non disputato | 7°            | ND            | A             | A             | A             | A             |               | 0 / 1    |
| Campionati olimpici in linea             | Non disputato | Non disputato | Non disputato | Non disputato | 3°            | Non disputato | Non disputato | A             | ND            | 0 / 1    |
| Campionati europei in linea              | A             | A             | A             | A             | 5°            | A             | A             | A             |               | 0 / 1    |
| Campionati europei a cronometro          | A             | A             | A             | A             | 12°           | A             | A             | A             |               | 0 / 1    |
| Altre competizioni                       |               |               |               |               |               |               |               |               |               |          |
| Clásica Jaén Paraiso Interior            | Non disputato | Non disputato | Non disputato | Non disputato | Non disputato | A             | 1°            | A             | A             | 1 / 1    |
| Grand Prix Laguna Poreč                  | 6°            | 8°            | Non disputato | Non disputato | Non disputato | Non disputato | Non disputato | Non disputato | Non disputato | 0 / 2    |
| GP Slovenian Istria                      | 57°           | 13°           | A             | ND            | A             | A             | A             | A             | A             | 0 / 2    |
| Umag Trophy                              | 17°           | 128°          | A             | A             | A             | A             | A             | A             | A             | 0 / 2    |
| Poreč Trophy                             | 38°           | 4°            | A             | A             | A             | A             | A             | A             | A             | 0 / 2    |
| Istrian Spring Trophy                    | 4°            | 3°            | A             | ND            | A             | A             | A             | A             | A             | 0 / 1    |
| Grand Prix Adria Mobil                   | 33°           | A             | A             | ND            | A             | A             | A             | A             | A             | 0 / 1    |
| Gran Premio Miguel Indurain              | A             | A             | 6°            | ND            | A             | A             | A             | A             | A             | 0 / 1    |
| Giro di Croazia                          | A             | 17°           | A             | A             | A             | A             | A             | A             |               | 0 / 1    |
| Flèche du Sud                            | A             | 13°           | A             | Non disputato | Non disputato | A             | A             | A             | A             | 0 / 1    |
| Gran Premio di Lugano                    | A             | A             | 7°            | ND            | A             | Non disputato | Non disputato | Non disputato | Non disputato | 0 / 1    |
| Grand Prix Kranj                         | 14°           | A             | A             | A             | A             | A             | A             | A             | A             | 0 / 1    |
| Croatia-Slovenia                         | 9°            | A             | A             | Non disputato | Non disputato | Non disputato | Non disputato | Non disputato | Non disputato | 0 / 1    |
| Giro della Regione Friuli Venezia Giulia | ND            | 1°            | A             | A             | A             | A             | A             | A             |               | 1 / 1    |
| Giro della Toscana                       | A             | A             | A             | A             | A             | A             | 4°            | A             |               | 0 / 1    |
| Internationale Raiffeisen Grand Prix     | 2°            | 4°            | A             | Non disputato | Non disputato | Non disputato | Non disputato | Non disputato | Non disputato | 0 / 2    |
| Japan Cup                                | A             | 10°           | A             | Non disputato | Non disputato | A             | A             | A             |               | 0 / 1    |

## Riconoscimenti
- Vélo d'Or nel 2021 e nel 2024
- Trofeo Internazionale Flandrien nel 2021 e 2022
- Trofeo Eddy Merckx nel 2024